# Клостер (Дренте)
Клостер (нід. Klooster) — селище в нідерландській провінції Дренте. Входить до муніципалітету Куворден.
Його площа становить 0,91 км², а населення станом на 2021 рік складало 160 осіб.
Перша згадка про населений пункт датується 1328 роком.